# Kostel Panny Marie a Růženy Limské
Kostel Panny Marie a Růženy Limské, anglicky Church of Our Lady and St Rose of Lima, je katolický farní kostel ve Weoley Castle v arcidiecézi Birmingham.
Farnost byla založena počátkem třicátých let 20. století. Základní kámen farního centra byl položen v roce 1933, v blízkosti místa současného kostela. Bohoslužby se konaly zde, dokud nebyla v roce 1936 postavena škola. Základní kámen kostela byl položen dne 18. července 1959. Budovu se sedadly pro 500 lidí navrhl Adrian Gilbert Scott a náklady na výstavbu byly 75 000 liber. Kostel byl vysvěcen v roce 1961 arcibiskupem Francisem Grimshawem.
Hlavní oltář byl postaven z modrého hortonského kamene z Banbury s šedým mramorovým vrcholem a soklem. Dřevěná scéna na retabulu byla vytesána Ferdinandem Stuflesserem z Ortisei v Bolzanu.
V únoru 2013 byla budova posouzena památkáři podle zákona o územním plánování z roku 1990, ale nesplňovala kritéria pro zařazení do seznamu památek.